# Sonís
Sonís es una comunidad del municipio de Somoto, en el departamento de Madriz, Nicaragua. Tiene unos 700 habitantes.
Sonís es conocido porqué es la vía principal de acceso al Cañón de Somoto, en la ribera del río Coco.

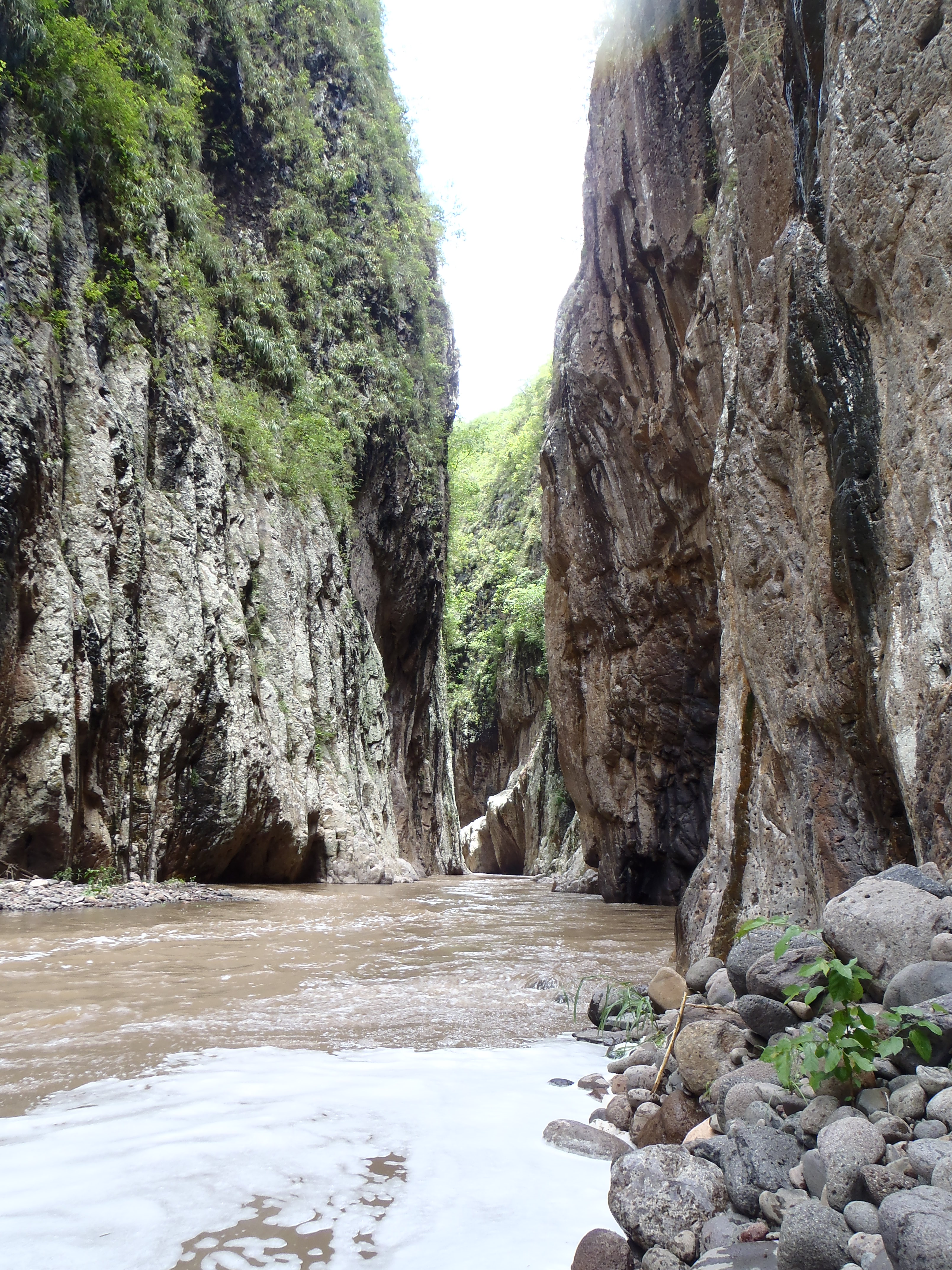
Cañón de Somoto, en Sonís, municipio de Somoto, Madriz

- Datos: Q24960519